# Wybory parlamentarne na Malcie w 1996 roku
W wyborach do Izby Reprezentantów na Malcie w 1996 roku zwyciężyła Partia Pracy przy frekwencji 95,3%. Do obsadzenia było 69 miejsc w parlamencie.

## Wyniki
|  | Partia                    | Głosy   | Procent | Mandaty |
|  | ------------------------- | ------- | ------- | ------- |
|  | Partia Pracy              | 132.496 | 50,7    | 35      |
|  | Partia Narodowa           | 124.864 | 47,8    | 34      |
|  | Alternatywa Demokratyczna | 3.220   | 1,5     | 0       |